# Lewis Nkosi
Lewis Nkosi (ur. 5 grudnia 1936 w Embo, KwaZulu-Natal, zm. 5 września 2010 w Johannesburgu) – pisarz i eseista z RPA.

## Życie
Urodził się w tradycyjnej rodzinie zuluskiej. Studiował w technicznym college’u w Durbanie, był dziennikarzem w tym mieście, a potem w Johannesburgu. Jego eseje krytykowały apartheid i miał problemy z władzami, poważne ograniczenia w działalności zawodowej. W 1961 roku wyjechał na stypendium do Stanów Zjednoczonych, na Harvard, i odtąd przez wiele dekad przebywał na wygnaniu. Był redaktorem w miesięczniku „The New African” w Londynie i w telewizji edukacyjnej NET w USA, profesorem literatury w Wyoming, Kalifornii, Zambii i Warszawie. W 2001 roku powrócił do RPA. Pod koniec życia miał problemy finansowe i zdrowotne. Wypadek samochodowy w 2009 roku doprowadził stopniowo do jego śmierci. Ostatnie rachunki lekarskie musieli opłacić przyjaciele i fani.

## Twórczość
W powieściach poruszał tematy polityczno-obyczajowe.
- Mating Birds (1986, ISBN 0-09-467240-7), wyd. polskie Miłosny lot (1994), tłum. Tomasz Wyżyński, ISBN 83-85606-50-5.
- Underground People (2002, ISBN 0-7957-0150-0), napisana w Warszawie
- Mandela’s Ego (2006, ISBN 1-4152-0007-6)